# Campeonato Gaúcho Série A2
Il Campeonato Gaúcho Série A2 (Campeonato Gaúcho de Futebol - Série A2 in portoghese) è il secondo livello calcistico nello stato del Rio Grande do Sul, in Brasile.

## Stagione 2022
- Avenida (Santa Cruz do Sul)
- Brasil de Farroupilha (Farroupilha)
- Cruzeiro (Cachoeirinha)
- Esportivo (Bento Gonçalves)
- Gaúcho (Passo Fundo)
- Glória (Vacaria)
- Guarani (Venâncio Aires)
- Inter de Santa Maria (Santa Maria)
- Lajeadense (Lajeado)
- Passo Fundo (Passo Fundo)
- Pelotas (Pelotas)
- Santa Cruz (Santa Cruz do Sul)
- San Paolo (Rio Grande)
- São Gabriel (São Gabriel)
- Tupy (Crissiumal)
- Veranópolis (Veranópolis)

## Albo d'oro
| Anno | Campione (città)                                             |
| ---- | ------------------------------------------------------------ |
| 1952 | Sá Viana (Uruguaiana)                                        |
| 1953 | Flamengo (Caxias do Sul)                                     |
| 1954 | SC Guarany (Cruz Alta)                                       |
| 1955 | SC Guarany (Cruz Alta)                                       |
| 1956 | GA Glória (Carazinho)                                        |
| 1957 | Nacional (Cruz Alta)                                         |
| 1958 | Elite (Santo Ângelo)                                         |
| 1959 | Lajeadense (Lajeado)                                         |
| 1960 | Tamoyo (Santo Ângelo)                                        |
| 1961 | GE Brasil (Pelotas)                                          |
| 1962 | Rio Grande (Rio Grande)                                      |
| 1963 | EC São José (Porto Alegre)                                   |
| 1964 | Bagé (Bagé)                                                  |
| 1965 | Rio-Grandense (Rio Grande)                                   |
| 1966 | Gaúcho (Passo Fundo)                                         |
| 1967 | Ypiranga (Erechim) San Paolo (Rio Grande)                    |
| 1968 | Inter de Santa Maria (Santa Maria) 14 de Julho (Passo Fundo) |
| 1969 | Esportivo (Bento Gonçalves) Guarany FC (Bagé)                |
| 1970 | San Paolo (Rio Grande)                                       |
| 1975 | São Luiz (Ijuí)                                              |
| 1977 | Gaúcho (Passo Fundo)                                         |
| 1978 | Riograndense (Santa Maria)                                   |
| 1979 | Lajeadense (Lajeado)                                         |
| 1980 | Armour (Sant'Ana do Livramento)                              |
| 1981 | EC São José (Porto Alegre)                                   |
| 1982 | Bagé (Bagé)                                                  |
| 1983 | Pelotas (Pelotas)                                            |
| 1984 | Gaúcho (Passo Fundo)                                         |
| 1985 | Bagé (Bagé)                                                  |
| 1986 | Passo Fundo (Passo Fundo)                                    |
| 1987 | SC Guarany (Cruz Alta)                                       |
| 1988 | Glória EC (Vacaria)                                          |
| 1989 | Ypiranga (Erechim)                                           |
| 1990 | São Luiz (Ijuí)                                              |
| 1991 | Inter de Santa Maria (Santa Maria)                           |
| 1992 | SERC Brasil (Farroupilha)                                    |
| 1993 | Veranópolis (Veranópolis)                                    |
| 1994 | Atlético Carazinho (Carazinho)                               |
| 1995 | Santo Ângelo (Santo Ângelo)                                  |
| 1996 | Novo Hamburgo (Novo Hamburgo)                                |
| 1997 | GE São José (Cachoeira do Sul)                               |
| 1998 | Torrense (Torres)                                            |
| 1999 | Esportivo (Bento Gonçalves)                                  |
| 2000 | Novo Hamburgo (Novo Hamburgo)                                |
| 2001 | Palmeirense (Palmeira das Missões)                           |
| 2002 | GE São José (Cachoeira do Sul)                               |
| 2003 | Ulbra (Canoas)                                               |
| 2004 | GE Brasil (Pelotas)                                          |
| 2005 | São Luiz (Ijuí)                                              |
| 2006 | Guarany FC (Bagé)                                            |
| 2007 | Sapucaiense (Sapucaia do Sul)                                |
| 2008 | Ypiranga (Erechim)                                           |
| 2009 | Porto Alegre (Porto Alegre)                                  |
| 2010 | Cruzeiro (Porto Alegre)                                      |
| 2011 | Avenida (Santa Cruz do Sul)                                  |
| 2012 | Esportivo (Bento Gonçalves)                                  |
| 2013 | GE Brasil (Pelotas)                                          |
| 2014 | Ypiranga (Erechim)                                           |
| 2015 | Glória EC (Vacaria)                                          |
| 2016 | Caxias (Caxias do Sul)                                       |
| 2017 | São Luiz (Ijuí)                                              |
| 2018 | Pelotas (Pelotas)                                            |
| 2019 | Ypiranga (Erechim)                                           |
| 2020 | Non disputato                                                |
| 2022 | União Frederiquense (Frederico Westphalen)                   |